# Walter Lindenbaum
Walter Lindenbaum (* 11. Dezember 1907 in Wien; † 20. Februar 1945 im Zwangsarbeitslager Ohrdruf) war ein österreichischer Journalist und Autor jüdischen Glaubens. Als Sozialdemokrat und wegen seines schriftstellerischen Widerstands gegen den Nationalsozialismus wurden er und seine Familie von den Nationalsozialisten verhaftet.

## Leben und Wirken
Walter Lindenbaum, der im 10. Wiener Gemeindebezirk Favoriten im Kaiserin-Elisabeth-Wöchnerinnenheim zur Welt kam, wuchs in der Leopoldstadt auf.
Zunächst trat er mit Veröffentlichungen in der Arbeiter-Zeitung, Das Kleine Blatt oder dem Arbeiter-Sonntag, bei denen es sich um Zeitungen der Sozialdemokratie handelte, an die Öffentlichkeit. Hauptthema seiner Texte waren die kleinen Leute in der Zeit der durch die Weltwirtschaftskrise verursachten Arbeitslosigkeit. Einem über die Leserschaft dieser Zeitungen hinausgehenden Personenkreis wurde Lindenbaum durch sein am 7. Jänner 1932 im Rundfunk ausgestrahltes Hörspiel „Großstadt“ bekannt.
Walter Lindenbaum gehörte der „Vereinigung sozialistischer Schriftsteller“ an, die sich öffentlich gegen die Nationalsozialisten in Deutschland und den erstarkenden Faschismus in Österreich wandte. Bei diesen Veranstaltungen zählte er zu den Vortragenden und seine Texte wurden auch in ausländischen sozialdemokratischen Zeitungen abgedruckt.
In der Synagoge Kluckygasse heiratete Walter Lindenbaum am 26. Dezember 1933 seine Frau Rachel Liebling. Am 20. August 1938 wurden die beiden Eltern der Tochter Ruth.
Nach dem Österreichischen Bürgerkrieg 1934 blieb Lindenbaum im Gegensatz zu vielen anderen Sozialdemokraten in Wien. Hier versucht er, mit Berichten über Wiener Themen und Texten für die Kabaretts der Stadt für seine Familie das Einkommen zu sichern.
Nach dem Anschluss Österreichs an das Dritte Reich wurde Walter Lindenbaum von der Israelitischen Kultusgemeinde Wien angestellt und fungierte als Blitz-Dichter, Geburtstags-Feierer und Vermittler von Geschenkesendungen in Konzentrationslager. Der Judenrat und seine Angestellten wurden dazu erpresst, bei den Aushebungen für die Deportationen mitzuwirken, Lindenbaum selbst war ein solcher Ausheber. Er schrieb ein Couplet über die Rechercheure.
Am 1. April 1943 wurde die Familie Lindenbaum ins KZ Theresienstadt deportiert. Walter Lindenbaum versuchte hier einerseits mit seinen in den dortigen Kabaretts vorgetragenen Texten, die Mitgefangenen abzulenken und andererseits wollte er die herrschenden Lebensumstände dokumentieren. So stammt etwa das Gedicht „Das Lied von Theresienstadt“ von ihm.
Walter Lindenbaum wurde am 28. September 1944 ins KZ Auschwitz transportiert, seine Frau Rachel und seine Tochter Ruth am 6. Oktober 1944. Die beiden wurden bald danach in Auschwitz-Birkenau vergast. Walter Lindenbaum wurde später nach Buchenwald und dann in das Außenlager Ohrdruf in Thüringen verlegt. Laut den im KZ geführten Aufzeichnungen verstarb er am 20. Februar 1945.
Seit 1968 erinnert die Walter-Lindenbaum-Gasse in Wien-Favoriten an Walter Lindenbaum.

## Werke
- Herbert Exenberger und Eckart Früh (Herausgeber): Walter Lindenbaum: Von Sehnsucht wird man hier nicht fett – Texte aus einem jüdischen Leben, Mandelbaum Verlag M. Baiculescu, Wien, 1998, ISBN 3-85476-012-4.